# Сент-Клэр (округ, Алабама)
Сент-Клэр (англ. St. Clair County) — округ в штате Алабама, США. Официально образован в 1818 году. По состоянию на 2010 год, численность населения составляла 85 593 человека. В округе 2 административных центра: Ашвилл и Пелл-Сити.
Назван в честь Артура Сент-Клэра.

## География
По данным Бюро переписи США, общая площадь округа равняется 1 693,862 км², из которых 1 636,882 км² — суша и 56,980 км² (или 3,300 %) — водоемы.

### Соседние округа
|            | Блант     |           | Этова |  |
| Джефферсон | север     | Калхун    |       |  |
| Джефферсон | Сент-Клэр | Калхун    |       |  |
| Джефферсон | юг        | Калхун    |       |  |
| Шелби      |           | Талладига |       |  |

## Население
По данным переписи населения 2000 года в округе проживает 64 742 жителей в составе 24 143 домашних хозяйств и 18 445 семей. Плотность населения составляет 39,00 человек на км². На территории округа насчитывается 27 303 жилых строений, при плотности застройки около 17,00-ти строений на км². Расовый состав населения: белые — 90,03 %, афроамериканцы — 8,13 %, коренные американцы (индейцы) — 0,37 %, азиаты — 0,17 %, гавайцы — 0,03 %, представители других рас — 0,41 %, представители двух или более рас — 0,85 %. Испаноязычные составляли 1,06 % населения независимо от расы.
В составе 35,10 % из общего числа домашних хозяйств проживают дети в возрасте до 18 лет, 62,80 % домашних хозяйств представляют собой супружеские пары проживающие вместе, 10,00 % домашних хозяйств представляют собой одиноких женщин без супруга, 23,60 % домашних хозяйств не имеют отношения к семьям, 20,80 % домашних хозяйств состоят из одного человека, 8,20 % домашних хозяйств состоят из престарелых (65 лет и старше), проживающих в одиночестве. Средний размер домашнего хозяйства составляет 2,60 человека, и средний размер семьи 3,01 человека.
Возрастной состав округа: 25,40 % моложе 18 лет, 7,90 % от 18 до 24, 30,70 % от 25 до 44, 24,30 % от 45 до 64 и 24,30 % от 65 и старше. Средний возраст жителя округа 36 лет. На каждые 100 женщин приходится 101,80 мужчин. На каждые 100 женщин старше 18 лет приходится 98,80 мужчин.
Средний доход на домохозяйство в округе составлял 37 285 USD, на семью — 43 152 USD. Среднестатистический заработок мужчины был 33 914 USD против 24 433 USD для женщины. Доход на душу населения составлял 17 960 USD. Около 9,60 % семей и 12,10 % общего населения находились ниже черты бедности, в том числе — 15,20 % молодежи (тех, кому ещё не исполнилось 18 лет) и 12,60 % тех, кому было уже больше 65 лет.